# عباسعلی پنبه‌ای
عباسعلی پنبه‌ای ملقب به خال اوغلو متولد سده سیزدهم خورشیدی در میانه است. او از معتمدین (ریش سفید) شهرستان میانه در زمان حکومت پهلوی دوم بود. وی همچنین در زمان فرقه دموکرات آذربایجان وکیل فرقه شهرستان میانه بود و سپس به سمت ریاست شهربانی تبریز و پس از آن فرماندار ارومیه و سلماس نیز گماشته شد.

## زندگی‌نامه

### خصوصیات فردی
عباسعلی پنبه‌ای در تاریخ دوم آذر سال ۱۲۷۶ در شهرستان میانه ایران به دنیا آمد. نام پدرش بخشعلی و مادرش زبیده است.
وی از همان جوانی به عنوان فردی مذهبی و مقید به شریعت مشهور بود. او فردی دارای بینش سیاسی بود که به ظلم‌ستیزی شهرت داشت و در جانبداری از رعایا در برابر مالکان فروگذاری نمی‌کرد.
دستخط میرزا عبدالحسین ذوالریاستین شیرازی قطب درویشان سلسله نعمت‌اللهی در خصوص جواز عمل ایشان به دستورهای عبادی ذیل کتاب مونس السالکین گواه علایق مذهبی ایشان می‌باشد.
فعالیت‌های اجتماعی وی به‌خصوص در امور حل مشکلات مردم و رفع اختلافات به گونه‌ای بین آن‌ها معروف بود که مردم وی را «خال اوغلی» خطاب می‌کردند.
عباسعلی پنبه‌ای در دوران مجردی برخلاف خواست نماینده مالک میانه در نشست‌های عمومی صحبت از پایه‌گذاری مدرسه می‌کند که تا آن موقع میانه از آن محروم بوده‌است. نماینده مزبور در اعتراض می‌گوید: من نمی‌خواهم فرزند من و فرزند فلان عمله به یک مدرسه بروند! این موضوع مورد اعتراض پنبه‌ای قرار گرفته و بین آن دو نزاع لفظی صورت می‌گیرد.
در اثر شکایت نماینده مالک میانه به دادگاه تبریز، پنبه‌ای به دادگاه احضار شده و مورد بازخواست قرار می‌گیرد. وقتی از وی تعداد فرزندانش را سؤال می‌کنند پاسخ می‌دهد تعداد آن‌ها را نمی‌داند؛ که مورد استهزاء مأموران قرار گرفته و می‌پرسند: پس بگو چند همسر داری؟ پنبه‌ای پاسخ می‌دهد: ازدواج نکرده‌ام و فکر کردم تعداد بچه‌های میانه را از من می‌پرسید! با شنیدن این پاسخ پنبه‌ای، دادگاه رأی به تأسیس مدرسه در شهر میانه را صادر می‌نماید.

### پس از جنبش مشروطه ایران
وی از هوادران و فعالان حزب اجتماعیون عامیون و در ارتباط با میرزا علی اصغر خان سرتیپ زاده بوده‌است، به گونه‌ای که تا اواخر عمر ایشان با وی مکاتبات داشت.
عباسعلی پنبه‌ای از دوستان نزدیک میرزاده عشقی بود. عشقی به وی وصیت کرده بود که اگر فرزند اول تو پسر شد نام او را عشقی و اگر دختر شد نام او را عشقیه بگذار. پنبه‌ای نیز به وصیت او عمل کرد و نام اولین فرزندش را به یاد دوست شهیدش عشقیه نهاد.

### دوران حکومت رضا خان
پس از قدرت گرفتن رضا شاه و سرکوب جنبش‌های سیاسی از جمله جنبش جنگل توسط وی، کلیه احزاب سیاسی از جمله حزب اجتماعیون عامیون تبریز منحل می‌شوند. در این هنگام پنبه‌ای دستگیر و به تبریز اعزام و در دادگاه محکوم به حبس شده و پس از حبس به اردلان تبعید می‌شود. وی در دوران تبعیدش در اردلان با شیخ زنبیل و قاضی محمد آشنا شده‌است.
عباسعلی پنبه‌ای پس از دو سال حبس و تبعید مجدداً به میانه بازگشته و به حرفه چاروق‌دوزی می‌پردازد. وی در اثنای سفرهای شغلی خود به تهران با فرقه درویشان نعمت‌اللهی آشنا شده و به آن‌ها می‌پیوندد. در این راه چنان شوری پیدا می‌کند که هر شب جمعه در خانه خویش شب زنده‌داری و مجمع درویشی داشت که تا آخر عمر به آن پایبند بود به گونه‌ای که همه دوستانش می‌دانستند که پنبه‌ای شب‌های جمعه تا صبح هیچ کاری جز عبادت و دعا نمی‌کند.

### دوران اشغال ایران توسط متفقین
پس از اشغال ایران در جنگ جهانی دوم توسط متفقین در ۳ شهریور ۱۳۲۰ و در اثر فضای باز سیاسی پس از استعفای رضا خان در ۲۵ شهریور ۱۳۲۰ احزاب مختلف فعالیت خود را گسترش دادند. از جمله حزب توده و سندیکای کارگران در آذربایجان رشد نمود و با پشتوانه شوروی در تمام کشور ریشه دواند. در این دوران پنبه‌ای در میانه در جایگاه صدر حزب توده قرار گرفت.
در این دوران احمد اسپهانی، که تحصیل‌کرده‌ی ترکیه و مردی بسیار شیک‌پوش و سخنور بود، به تأکید کمیته مرکزی حزب توده به عنوان نامزدی از شهر میانه برای مجلس شورای ملی معرفی شد. پنبه‌ای سخت برآشفت و به شدت به مخالفت برخاست تا آنجا که اسپهانی مجبور به ترک میانه شد. پنبه‌ای علی‌رغم موقعیت بالای خود در حزب توده، از نامزدی محمدولی فرمانفرمائیان برخلاف اختلافات متعددی که با وی داشت حمایت کامل نمود و با نفوذی که در بین مردم داشت فرمانفرمائیان از میانه به نمایندگی دوره چهاردهم (۰۶/۱۲/۱۳۲۲ تا ۲۱/۱۲/۱۳۲۴) مجلس شورای ملی برگزیده شد. فرمانفرمائیان رئیس فراکسیون آذربایجان مجلس شورای ملی بود.
قبل از برچیده‌شدن دفاتر حزب توده در میانه، کمیته حزب تشکیل و در آن جلسه حسن یوسفی نماینده وقت همدان در مجلس شورای ملی و از ملاکان نامدار میانه به صدر حزب توده در میانه انتصاب گردید و پنبه‌ای بلافاصله به تبریز رفت. سپس یک شبه کلیه دفاتر حزب توده برچیده و فرقه دموکرات آذربایجان در میان شک و تردید سران آن به صداقت رفتار روس‌ها تأسیس شد. پس از آن اعضای حزب توده در آذربایجان به عضویت فرقه دموکرات آذربایجان درآمدند. علی‌رغم رده بالای پنبه‌ای در حزب توده و فرقه دموکرات آذربایجان این جمله از وی بارها شنیده شده بود که: روس لارین کج قابرقالارینا لعنت، قولدور انگلیسینن دایی باج اوغلو دیلار، بولارا اطمینان ایله مک اولماز (لعنت بر جنس خراب روس‌ها (لعنت بر دنده کج روس‌ها)، که پسرخاله دختر خاله (دائی خواهر زاده) انگلیسی‌های قلدر هستند، به این‌ها نمی‌شود اطمینان کرد).

دکتر نصرت‌الله جهانشاهلو، معاون بعدی پیشه‌وری، در مورد گفتگوی آقای پنبه‌ای با خود اینطور می‌نویسد:
«چند روزی که گذشت، آقای پنبه‌ای که مردی درویش و بی سواد و مسئول حزب توده در میانه بود و خود نیز حزب را به فرقه ملحق کرده بود، نزد من آمد و دربارهٔ پیوستن حزب توده زنجان به فرقه دمکرات آذربایجان، با من گفتگو کرد. من به او گفتم که مقررات و موازین حزبی، به من اجازه چنین کاری را نمی‌دهد. او چون ساده و ناآگاه بود، از نیروی دولت شوروی و نظر آن‌ها در اینباره برای من سخن گفت و سرانجام چون دید من گفته نخست خود را از نو بازگو می‌کنم، از در پند و اندرز و تهدید درآمد و آشکارا به من گفت که اگر فوراً حزب توده زنجان را به فرقه ملحق نکنید، برای شما بسیار عاقبت بدی خواهد داشت.» 
غلام یحیی دانشیان و عباسعلی پنبه‌ای رهبری فدائیان شبه نظامی را در سقوط شهر میانه در ۲۶ آبان ۱۳۲۴ بر عهده داشتند. میانه اولین شهری بود که توسط فدائیان سقوط کرد و ارتباط بین آذربایجان با تهران از این طریق قطع شد. در مورد تصرف آسان و سریع شهر میانه به‌دست فرقه، کمبود افراد نظامی در میانه، که از یک دسته ژاندارم، پاره‌ای در بخش کاغذکنان و عده‌ای دیگر مأمور راه میانه به تبریز بودند و عده کوچکی در شهر میانه باقی‌مانده بودند از یک طرف و از سوی دیگر نقش دژبانی روسی در میانه به ریاست کاپیتان نوروز اف، مهم است که دژبانی روس مقداری جنگ‌افزار در اختیار فرقه و اتحادیه کارگران آن (به ریاست غلام یحیی) می‌گذارد. با وجود اینکه کوچک‌ترین مقاومتی از سوی نیروهای دولتی شهر انجام نشد، کسانی از قبیل رسدبان رهنما که پایور پلیس راه‌آهن بود و چندین پاسبان دیگر بعد از تسلیم به قتل رسیدند که علت آن را خونخواری و خشونت بسیار زیاد پاره‌ای از کارگران مهاجر قفقازی از قبیل آقای رامتین می‌دانند: به گفته آقای جهانشاهلو، آنان از پست‌ترین اوباشان و از مردمی به دور بودند
عباسعلی پنبه‌ای در جلسه چهارم کنگره خلق مورخ از ۶ آذر ۱۳۲۴ آذربایجان به عضویت هیئت ملی آذربایجان به ریاست حاجی میرزا علی شبستری برای برگزاری انتخابات منصوب گردید. و سرانجام در انتخابات کنگره ملی آذربایجان که از ۴ آذر ۱۳۲۴ به مدت پنج روز ادامه داشت، به عنوان نماینده میانه برگزیده شد
پنبه‌ای به منظور جلوگیری از درگیری بین ارتش ایران و فدائیان فرقه دموکرات آذربایجان که تحت پشتیبانی ارتش شوروی بودند نقش زیادی ایفا کرد. مشخص بود در صورت هر گونه درگیری بین این دو نیروی نظامی فدائیان فرقه پیروز مطلق میدان نبرد بودند؛ لذا بدین منظور پس از ممانعت قوای شوروی از حرکت قوای کمکی تهران به آذربایجان و جلوگیری از پیش‌روی آن‌ها در قزوین، پنبه‌ای در ۲۲ آذر ۱۳۲۴ به نمایندگی از طرف سید جعفر پیشه‌وری با سرتیپ علی اکبر درخشانی فرمانده لشکر سوم آذربایجان شرقی در سربازخانه تبریز ملاقات نموده و وی را جهت ادامه مذاکرات نزد پیشه‌وری برد. پس از آن در همان شب لشکر آذربایجان به فرقه دموکرات آذربایجان تسلیم می‌شود. پس از تسلیم لشکر آذربایجان هر افسری به دلخواه خود می‌توانست در آذربایجان باقی‌مانده یا به تهران بازگردد که قریب به اتفاق افسران از جمله سرتیپ درخشانی با اتفاق خانواده‌هایشان به صورت زمینی یا هوایی در امنیت تمام به تهران بازگشتند.

عباسعلی پنبه - رئیس شهربانی و دادگاه صحرائی تبریز - ۱۳۲۴

پس از تسلیم تمامی قوای نظامی تبریز، پنبه‌ای به عنوان رئیس شهربانی این شهر منصوب شد. در مدت کوتاهی موفق به برقراری نظم و عدالت بی‌سابقه‌ای در شهر تبریز گردید. در این مدت کوتاه وی اقداماتی از جمله سرکوب و حتی اعدام اشرار و حتی فدائیان خاطی انجام داد که در نظر مردم تبریز و علمای این شهر از جمله آیت‌الله میرزا عبدالله مجتهدی بسیار مؤثر می‌نمود.
تیپ رضائیه در آذر ۱۳۲۴ پس از مقاومت در برابر تهدیدات نظامیان شوروی و تلفات زیاد طرفین از پای درآمده و نهایتاً تسلیم فرقه دموکرات آذربایجان شد. سرهنگ احمد زنگنه فرمانده تیپ رضائیه و سرهنگ علی اکبر نوربخش فرمانده ژاندارمری رضائیه برای محاکمه به تبریز اعزام شدند. در این موقع پنبه‌ای با این دو زندانی ملاقات و به آن‌ها قول تلاش برای آزادی می‌دهد. موضوع معاوضه این دو نفر با زندانیان زندان تهران که در درگیری‌های شهریور ۱۳۲۰ بین مالکان و روستائیان دستگیر و برخی اعدام شده بودند در کمیته مرکزی فرقه توسط پنبه‌ای مطرح گردید و تصویب شد. دادگاه تبریز این دو نفر را پس از صدور حکم اعدام، به ده سال زندان محکوم نمود. پس از آن معاوضه صورت گرفته و سرهنگ زنگنه و سرهنگ درخشانی بعدها پس از اعزام به تهران توسط محمد رضا پهلوی در تاریخ ۱۹ تیر ۱۳۲۵ آزاد گردیدند.
پنبه‌ای به منظور ایجاد ارتباط و وحدت بین فرقه دموکرات آذربایجان با حزب دموکرات کردستان به واسطه سوابق آشنایی که با قاضی محمد داشت به کردستان اعزام گردید.
در دوران تسلط کامل فرقه بر آذربایجان، قلی اوف کنسول شوروی در تبریز پنبه‌ای را به کنسولگری فرا می‌خواند. پنبه‌ای با مترجم و همراه خود که فردی آسوری به نام میکائیل یلشا (Michael Yalsha) بود شبانه به کنسولگری می‌رود و در حین گفتگو پنبه‌ای برآشفته شده و با لحن تندی پرخاش کنان به کنسول می‌گوید "شما اشتباهی به نام کنسول دولت شوروی به تبریز فرستاده شدید، شما باید به تماشاخانه‌های مسکو برای بازی در تئاترها می‌رفتید" و از یلشا می‌خواهد که جملات را ترجمه کند. علی‌رغم درخواستهای فراوان یلشا از پنبه‌ای (وی همواره پنبه‌ای را پدر خطاب می‌کرد) مبنی بر عدم ترجمه جملات مزبور، وی پافشاری کرده و کنسول نیز بر ترجمه اصرار می‌ورزد. پس از ترجمه سخنان پنبه‌ای، کنسول برخاسته عصبانی و ناراحت اتاق را ترک می‌نماید.
چند روز پس از درگیری لفظی پنبه‌ای با قلی اوف، پنبه‌ای به فرمانداری رضائیه منصوب می‌شود. این انتصاب عملاً نوعی تبعید برای پنبه‌ای به‌شمار می‌رفت.
پنبه‌ای در اواخر دوران فرقه دموکرات آذربایجان مجدداً تنزل مقام یافته و به فرمانداری شهر کوچک شاپور منصوب شد. وی تا زمان سقوط فرقه و دستگیری اش به همراه برخی از اعضای خانواده در این شهر به سر می‌برد.

### زندان مجدد و تبعید
پس از انتصاب محمد بی‌ریا به سمت دبیرکل فرقه به جای سید جعفر پیشه‌وری، وی و دکتر سلام الله جاوید طی قطعنامه‌ای در تاریخ ۲۱ آذر ۱۳۲۵ موافقت خود با ورود نیروهای دولت مرکزی به آذربایجان را اعلام نمودند. پس از آن تعداد زیادی از فدائیان و اعضای فرقه که روزنامه‌های باکو تعداد آن‌ها را به ۷۰۰۰۰ نفر تخمین زده بودند به خاک شوروی عقب‌نشینی کردند. از همان صبح روز ۲۱ آذر ۱۳۲۵ کشتار و غارت در سراسر آذربایجان علیه فرقه دموکرات آغاز گردید. دبیر کلی محمد بی‌ریا یک شب بیشتر دوام نداشت و بلافاصله پس از اعلام ورود ارتش برای نظارت بر انتخابات به کنسول‌گری شوروی پناهنده شد. کنگره ملی آذربایجان منحل و تبدیل به انجمن ایالتی آذربایجان گردید.
پنبه‌ای در سلماس دستگیر و پس از ضرب و شتم فراوان به تبریز اعزام و همسر و فرزندان خردسالش با کامیون نظامی به میانه بازگردانده شدند. اموال خانواده‌اش در میانه به دست اوباش غارت شد. پنبه‌ای پس از محاکمه ابتدا محکوم به اعدام و سپس در اثر بخشش به حبس ابد محکوم شد. وی به مدت یک سال و نیم در زندان تبریز و پس از آن یک سال و نیم دیگر در زندان بندرعباس و در شرایط بسیار دشوار تبعید به‌سر برده و سپس آزاد گردید. در تهران وی را به ستاد ارتش برده و فرمان عفو را به وی ابلاغ می‌نمایند. سپس وی مجدداً به شغل آزاد خود در میانه‌روی می‌آورد.

### فعالیت‌های مدنی پس از دوران فرقه دمکرات
از اقدامات معروف پنبه‌ای پس از دوران فرقه، احداث یک رشته قنات در میانه در اوایل دهه ۱۳۳۰ شمسی است. وی پس از کسب موافقت و همیاری شهرداری وقت میانه و با صرف هزینه سنگین از امکانات شخصی خود با به‌کارگیری حدود چهل نفر در طی حدود چهار سال به این امر اقدام نموده و پروژه‌ای را که خود مبتکر آن بود با موفقیت به اتمام رسانده و در اختیار عامه مردم قرار داد. در آن روزگار کاریز قوری چای یا کهریز پنبه‌ای، آب حمام خزینه‌ای بانک ملی و حمام بازار و حمام دره نزدیک بارگاه امام زاده اسماعیل میانه را تأمین می‌کرد و به‌وسیلهٔٔ کانال‌های روباز به آب انبار و خزینه‌های مردم هدایت می‌شد. این قنات تا کنون باقی و مورد مصرف شهرداری میانه است.
فعالیت مهم دیگر پنبه‌ای شرکت در امر احداث درمانگاه جمعیت شیر و خورشید سرخ ایران در میانه می‌باشد. شهر میانه تا سال‌های ۱۳۳۴ در محرومیت از مراکز درمانی بوده‌است. وی به عنوان عضو افتخاری هیئت امنای این درمانگاه در شرف احداث انتخاب شده و در خصوص بنای ساختمان درمانگاه و اداره آن فعالیت می‌نمود. وی همچنین در امر احداث مدارس جدید و در امور شورای شهر میانه فعال بوده‌است.
وی سرانجام در تاریخ ۱۸ اسفند سال ۱۳۵۵ در اثر سانحه تصادف در تهران از دنیا رفت و در بهشت زهرا تهران به خاک سپرده شد. در مراسم تدفین وی استاد شهریار، دکتر سلام الله جاوید و بستگان نزدیک وی شرکت داشتند.

## اشعار
پنبه‌ای با آنکه تحصیلات کلاسیک نداشت ولی فردی خود آموخته، دارای ذوق شعری و فعال مدنی بوده‌است.
اشعار حافظ شیرازی، مولوی، عطار نیشابوری، میرزاده عشقی و صفی علیشاه مورد علاقه وافر وی بوده و در کلام و سخنرانی‌هایش از آن‌ها استفاده می‌نمود.
وی اشعار زیادی به زبان ترکی آذربایجانی سروده‌است که در کتابچه‌ای جمع‌آوری شده بود ولی متأسفانه بسیاری از آن‌ها در گذر روزگار از بین رفته‌اند.
وی تا اواخر عمر خود در مجالس ادبی استاد شهریار به دعوت وی شرکت می‌نمود.
غزل زیر از وی در مدح علی به شیوایی در زبان ترکی آذربایجانی سروده شده‌است:
- ای برازنده اولان شانینه سر اللهی

ای جهان اهلینه ثابت آیلین آللهی
- اولماسیدون سن علی ارض و سما اولمازیدی

باعث جن و بشرسن سن اوزون باللهی
- آنادان اولدین او گون بیت خداوندی ده سن

او سبب دن دی اولوب کعبه حریم اللهی
- مکه شهرینده غشمشم آدینا آدلاندون

هر طرف دن ایله دون حفظ رسول‌اللهی
- کعبه بیتیندن آقا بتلری سن پاک ایله دون

اولدی معراج سنه کتف رسول‌اللهی
- ویرماسیدون سن اگر عمروه قلیچ خندق ده

آشکار اولمازیدی دین خدا واللهی
- وصف ذاتونده علی غرق دی کل عرفاً

نیله سین بس داها بیچاره علی‌اللهی
پنبه‌ای غزل زیر را در فغان از ظلم ستم شاهی سروده‌است:
- نه آزاریم بو دونیا ده نه الده اختیاریم وار

نه غصه ال چکیر مندن نه دیل ده بیر قراریم وار
- نه فرهادم چاپیم داغی دیلیم ده کلمه شیرین

نه مجنونم نه صنعانم نه لیلی نه خوماریم وار
- قفس ده ساخلامیش ظالیم فغانیم دان آلیر لذت

تصور ایله میر گون تک منور بیر شماریم وار
- نه چون من اولماییم محزون اورک دن ائتمه ییم ناله؟

هر آدیمدا معین من قازیلمیش بیر مزاریم وار
- منی لاقید و لایعقل گوروپ طعن ائیتمه یین دوستلار

وطن سیز ائل سیز انسانم نه یوردوم نه دیاریم وار
- اولوم خوش دی چیخ ای روحوم بو جسم ناتوانیم دن

نه تسلیم اولماغا میلیم نه بیر یئرده قراریم وار

## نگارخانه

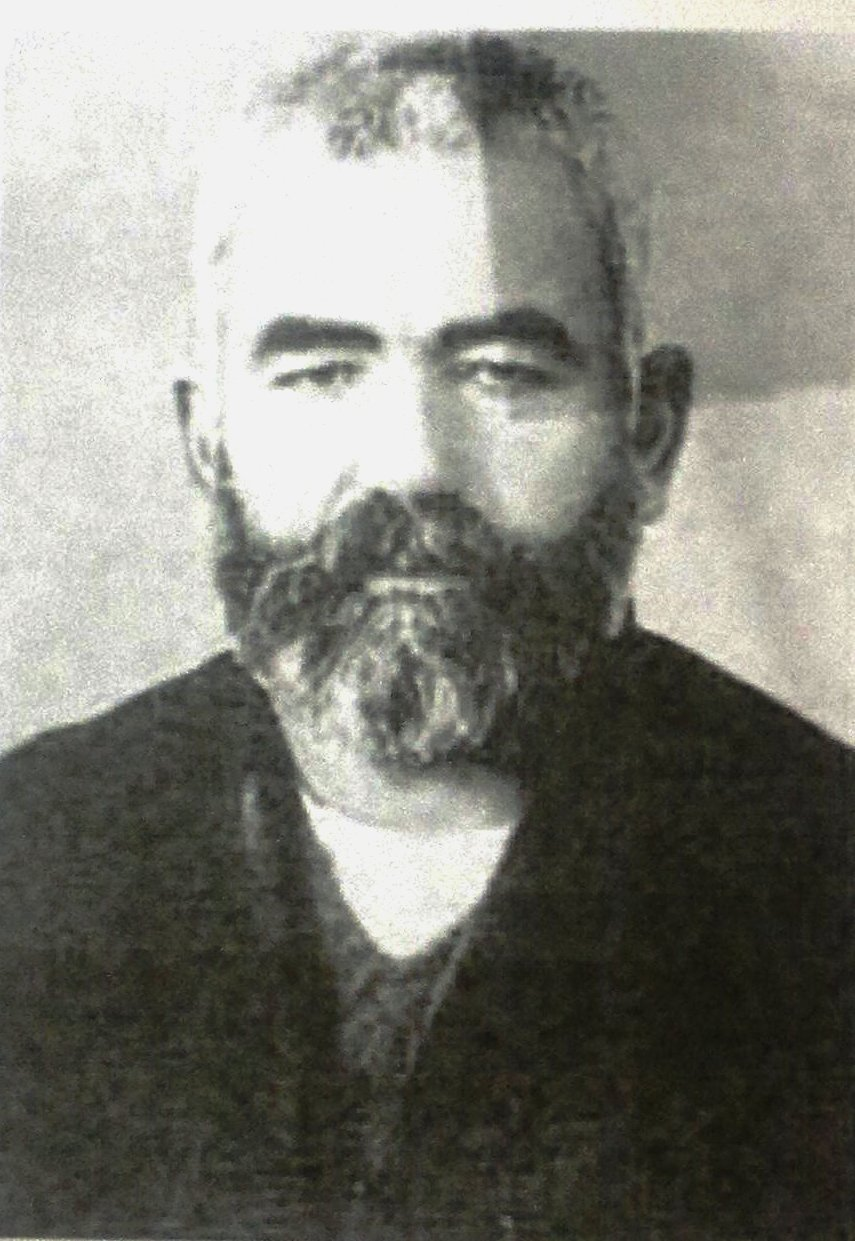
عباسعلی پنبه - نماینده میانه در کنگره ملی آذربایجان - ۱۳۲۴
عباسعلی پنبه‌ای رئیس شهربانی و دادگاه صحرائی تبریز - ۱۳۲۴
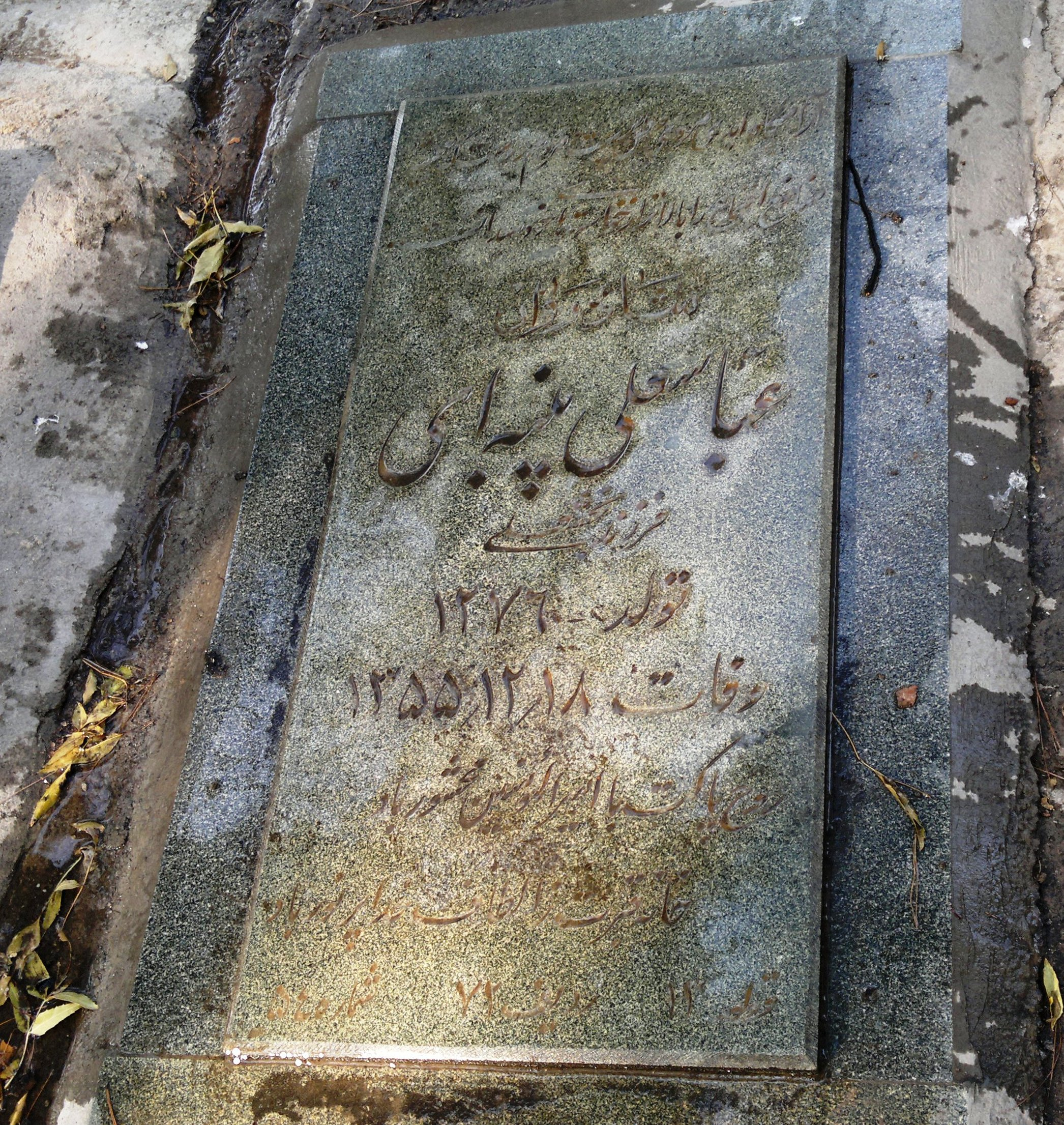
آرامگاه عباسعلی پنبه‌ای در بهشت زهرای تهران